# Državna cesta D31
Die Državna cesta D31 (kroatisch für ,Nationalstraße D31‘) ist eine Nationalstraße in Kroatien. Die Straße beginnt im Norden in Velika Gorica an der Državna cesta D30, kreuzt die Autocesta A11 und verläuft durch die Vukomerice gorice nach Cvetnić Brdo (Gemeinde Pokupsko), wo sie auf die Državna cesta D36 trifft. Von dieser trennt sie sich an der Kupa wieder und erreicht rund 2 km westlich von Glina die Državna cesta D6, an des sie endet.
Die Länge der Straße beläuft sich auf 56,2 km.